# Министерство внутренних дел и общественной безопасности Чили
Министерство внутренних дел Чили за "поддержание общественного порядка, безопасности и социального мира" в Чили. Оно также ответственно за осуществление планирования, управления, координации, выполнения, контроля и информирования внутренней политики, сформулированной президентом Чили. 
С 6 сентября 2022 года возглавляет Каролина Тоа, действующая под руководством правительства Габриэля Борича Фонта. 

## История
- Министерство внутренних дел (1817—1818)
- Министерство внутренних дел и иностранных дел (1818—1829)
- Министерство внутренних дел и иностранных дел (1829—1871)
- Министерство внутренних дел (1871—2011)
- Министерство внутренних дел и общественной безопасности (2011 — 2025)
- Министерство внутренних дел Чили (2025 — настоящее время